# Condado de Baraga
O Condado de Baraga é um dos 88 condados do estado americano de Michigan. A sede do condado é L'Anse, e sua maior cidade é L'Anse.
O condado possui uma área de 2 768 km² (dos quais 427 km² estão cobertos por água), uma população de 8 746 habitantes, e uma densidade populacional de 4 hab/km² (segundo o censo nacional de 2000). O condado foi fundado em 1875.